# José Benito Casas
José B. Casas es una localidad del partido de Patagones, provincia de Buenos Aires, Argentina.

## Población
Cuenta con 40 habitantes (Indec, 2010), lo que representa un incremento del 5,2 % frente a los 38 habitantes (Indec, 2001) del censo anterior.
| Gráfica de evolución demográfica de José B. Casas entre 1991 y 2010 |
|                                                                     |
| Fuente: Censos nacionales del INDEC                                 |